# Ben quoi ?
 (mai 2017).
Si vous disposez d'ouvrages ou d'articles de référence ou si vous connaissez des sites web de qualité traitant du thème abordé ici, merci de compléter l'article en donnant les références utiles à sa vérifiabilité et en les liant à la section « Notes et références ».
Albums de Didier Super
Vaut mieux en rire que s'en foutre II
(2007) La merde des autres
(2009)
Ben Quoi ? est le troisième album du comédien, humoriste, chanteur et musicien français Didier Super, sorti le 28 avril 2008. L'album est composé d'inédits, de lives et de gimmicks.
Le style de musique ne diffère pas de ses précédents albums : synthétiseur bas de gamme et guitare acoustique pour les prestations en live et commentaires de Didier pendant les morceaux.
L'album reçoit une critique positive du magazine culturel Télérama.

## Liste des titres
Toutes les chansons sont écrites et composées par Didier Super.
| 1.    | Comme un enfant au Brésil                               | 2:52 |
| 2.    | À bas les gens qui bossent                              | 3:10 |
| 3.    | Introduction                                            | 1:03 |
| 4.    | Petit anarchiste                                        | 2:21 |
| 5.    | Trique trouille                                         | 3:08 |
| 6.    | Putain d'chinois                                        | 0:31 |
| 7.    | Je veux être une star (3e tentative)                    | 2:24 |
| 8.    | Rebecca Duhamel                                         | 2:53 |
| 9.    | Vois sur ton chemin                                     | 1:24 |
| 10.   | Le nouveau président                                    | 1:45 |
| 11.   | Bonne blague                                            | 1:58 |
| 12.   | Chanson qui va avec la bonne blague                     | 4:04 |
| 13.   | J'ai pas trouvé de titre à celle-là                     | 3:03 |
| 14.   | Chanson contre la musique                               | 0:28 |
| 15.   | Jingle préventif                                        | 0:36 |
| 16.   | La cabrette                                             | 0:14 |
| 17.   | Petite chanson dunkerquoise                             | 0:26 |
| 18.   | Une toute fin de soirée dans un théâtre de merde        | 7:21 |
| 19.   | Plage où y a rien (à part à la fin)                     | 3:39 |
| 20.   | On va tous crever (live)                                | 2:51 |
| 21.   | Pourquoi « comme au Brésil » ?                          | 3:27 |
| 22.   | À bas les gens qui bossent (version repas de communion) | 2:36 |
| 52:25 |                                                         |      |